# Sterculia venezuelensis
Sterculia venezuelensis är en malvaväxtart som beskrevs av Henri François Pittier. Sterculia venezuelensis ingår i släktet Sterculia och familjen malvaväxter. Inga underarter finns listade i Catalogue of Life.